# Persone di cognome Ellis
| Questa pagina contiene informazioni ricavate automaticamente dalle voci biografiche con l'ausilio del template Bio e di un bot. L'aggiornamento è periodico e automatico e ricostruisce completamente la pagina. Se manca una persona in questa lista, sei pregato di non aggiungerla, ma accertati piuttosto che la sua voce biografica contenga il template Bio e che i dati anagrafici siano correttamente compilati. Se il template Bio manca, inseriscilo tu stesso o, in alternativa, metti l'avviso {{tmp\|Bio}} che ne segnala la mancanza. Se i dati riportati sono sbagliati, correggi direttamente la voce biografica; le modifiche saranno visibili in questa lista entro pochi giorni. Per chiarimenti vedi il progetto antroponimi. La lista contiene solo le 99 persone che sono citate nell'enciclopedia e per le quali è stato implementato correttamente il template Bio. Pagina aggiornata al 23 giu 2025. |

Questa è una lista di persone presenti nell'enciclopedia che hanno il cognome Ellis, suddivise per attività principale.

## Allenatori di calcio(2)
- Tony Ellis, allenatore di calcio e ex calciatore inglese (Salford, n. 1964)
- Sam Ellis, allenatore di calcio e ex calciatore inglese (Ashton-under-Lyne, n. 1946)

## Allenatori di pallacanestro(1)
- Cliff Ellis, allenatore di pallacanestro statunitense (Marianna, n. 1945)

## Arbitri di calcio(1)
- Arthur Edward Ellis, arbitro di calcio inglese (Halifax, n. 1914 - Inghilterra, † 1999)

## Arpisti(1)
- Osian Ellis, arpista e compositore britannico (Ffynnongroyw, n. 1928 - Pwllheli, † 2021)

## Attiviste(1)
- Marian Ellis, attivista inglese (Nottingham, n. 1878 - Londra, † 1952)

## Attori(7)
- Chris Ellis, attore statunitense (Dallas, n. 1956)
- Ephraim Ellis, attore canadese (Toronto, n. 1985)
- Frank Ellis, attore statunitense (n. 1897 - Los Angeles, † 1969)
- Nelsan Ellis, attore statunitense (Harvey, n. 1977 - Los Angeles, † 2017)
- Robert Ellis, attore, sceneggiatore e regista statunitense (New York, n. 1892 - Santa Monica, † 1974)
- Robin Ellis, attore britannico (Ipswich, n. 1942)
- Tom Ellis, attore britannico (Cardiff, n. 1978)

## Attrici(7)
- Antonia Ellis, attrice, cantante e ballerina inglese (Newport, n. 1944)
- Aunjanue Ellis, attrice statunitense (San Francisco, n. 1969)
- Diane Ellis, attrice statunitense (Los Angeles, n. 1909 - Chennai, † 1930)
- Mary Elizabeth Ellis, attrice statunitense (Laurel, n. 1979)
- Mary Ellis, attrice e cantante lirica statunitense (Manhattan, n. 1897 - Londra, † 2003)
- Patricia Ellis, attrice statunitense (Birmingham, n. 1918 - Kansas City, † 1970)
- Joan Lorring, attrice statunitense (Hong Kong, n. 1926 - Sleepy Hollow, † 2014)

## Aviatrici(1)
- Mary Ellis, aviatrice britannica (Leafield, n. 1917 - Isola di Wight, † 2018)

## Avvocate(1)
- Jenna Ellis, avvocato statunitense (n. 1984)

## Bassisti(1)
- Keith Ellis, bassista britannico (Matlock, n. 1946 - Darmstadt, † 1978)

## Biologi(1)
- Richard Ellis, biologo e illustratore statunitense (New York, n. 1938 - Norwood, † 2024)

## Calciatori(1)
- Kevin Ellis, ex calciatore statunitense (Kansas City, n. 1991)

## Cantanti(3)
- Kerry Ellis, cantante e attrice britannica (Haughley, n. 1979)
- Terry Ellis, cantante statunitense (Houston, n. 1963)
- Tinsley Ellis, cantante, chitarrista e compositore statunitense (Atlanta, n. 1957)

## Cantautori(1)
- Alton Ellis, cantautore giamaicano (Kingston, n. 1938 - Londra, † 2008)

## Cestisti(18)
- Bo Ellis, ex cestista e allenatore di pallacanestro statunitense (Chicago, n. 1954)
- Boo Ellis, cestista statunitense (Hamilton, n. 1936 - Indianapolis, † 2010)
- Chris Ellis, ex cestista statunitense (Atlanta, n. 1984)
- Joe Ellis, ex cestista statunitense (Oakland, n. 1944)
- Ron Ellis, ex cestista statunitense (Monroe, n. 1968)
- Cody Ellis, cestista australiano (Perth, n. 1990)
- Dale Ellis, ex cestista statunitense (Marietta, n. 1960)
- Eliécer Ellis, ex cestista panamense (n. 1971)
- Harold Ellis, ex cestista e allenatore di pallacanestro statunitense (Atlanta, n. 1970)
- Jason Ellis, ex cestista statunitense (Kent, n. 1982)
- Keon Ellis, cestista statunitense (Eustis, n. 2000)
- LaPhonso Ellis, ex cestista statunitense (East St. Louis, n. 1970)
- LeRon Ellis, ex cestista statunitense (Los Angeles, n. 1969)
- LeRoy Ellis, cestista statunitense (Queens, n. 1940 - Portland, † 2012)
- Monta Ellis, ex cestista statunitense (Jackson, n. 1985)
- Octavius Ellis, cestista statunitense (Memphis, n. 1993)
- Perry Ellis, cestista statunitense (Wichita, n. 1993)
- Quinn Ellis, cestista britannico (Sheffield, n. 2003)

## Chitarristi(2)
- Herb Ellis, chitarrista statunitense (Farmersville, n. 1921 - Los Angeles, † 2010)
- John Ellis, chitarrista, polistrumentista e compositore britannico (Londra, n. 1952)

## Criminali(1)
- Ruth Ellis, criminale britannica (Rhyl, n. 1926 - Londra, † 1955)

## Crittografi(1)
- James H. Ellis, crittografo britannico (n. 1924 - † 1997)

## Dirigenti sportive(1)
- Jillian Ellis, dirigente sportiva e allenatrice di calcio inglese (Portsmouth, n. 1966)

## Dirigenti sportivi(1)
- Joe Ellis, dirigente sportivo statunitense (Colorado, n. 1958)

## Fumettisti(1)
- Warren Ellis, fumettista, giornalista e scrittore britannico (n. 1968)

## Giocatori di badminton(1)
- Marcus Ellis, giocatore di badminton britannico (Huddersfield, n. 1989)

## Giocatori di football americano(6)
- Sedrick Ellis, ex giocatore di football americano statunitense (Chino, n. 1985)
- Aaron Ellis, giocatore di football americano statunitense (Valparaiso, n. 1995)
- Greg Ellis, ex giocatore di football americano statunitense (Wendell, n. 1975)
- Justin Ellis, giocatore di football americano statunitense (Monroe, n. 1990)
- Kenrick Ellis, giocatore di football americano giamaicano (n. 1987)
- Shaun Ellis, ex giocatore di football americano statunitense (Anderson, n. 1977)

## Hockeisti su ghiaccio(1)
- Ryan Ellis, hockeista su ghiaccio canadese (n. 1991)

## Imprenditori(1)
- Doug Ellis, imprenditore inglese (Hooton, n. 1924 - Sutton Coldfield, † 2018)

## Matematici(1)
- Alexander John Ellis, matematico, fisico e filologo britannico (n. 1814 - † 1890)

## Medici(1)
- Havelock Ellis, medico, psicologo e scrittore britannico (Croydon, n. 1859 - Hintlesham, † 1939)

## Militari(2)
- Mary Baxter Ellis, militare britannico (Newcastle upon Tyne, n. 1892 - Corbridge, † 1968)
- Stanley Venn Ellis, militare e marinaio britannico (Carlton, n. 1875 - battaglia dello Jutland, † 1916)

## Musicisti(1)
- Warren Ellis, musicista e compositore australiano (Ballarat, n. 1965)

## Naturalisti(1)
- John Ellis, naturalista, mercante e botanico britannico (Irlanda, n. 1710 - Londra, † 1776)

## Nobili(1)
- Charles Ellis, VI barone Howard de Walden, nobile, diplomatico e politico inglese (n. 1799 - † 1868)

## Nuotatrici(1)
- Kathleen Ellis, ex nuotatrice statunitense (n. 1946)

## Pistard(1)
- Lauren Ellis, ex pistard e ciclista su strada neozelandese (Ashburton, n. 1989)

## Pittori(1)
- Erasmus Walter Ellis, pittore inglese (Birmingham, n. 1849 - Birmingham, † 1918)

## Politici(2)
- Charles Ellis, I barone Seaford, politico inglese (n. 1771 - † 1845)
- Henry Ellis, politico e esploratore britannico (Contea di Monaghan, n. 1721 - Napoli, † 1806)

## Presbiteri(1)
- William Webb Ellis, presbitero britannico (Salford, n. 1806 - Mentone, † 1872)

## Produttori discografici(2)
- Flood, produttore discografico inglese (Londra, n. 1960)
- Terry Ellis, produttore discografico britannico (Hertfordshire, n. 1944)

## Psicologi(1)
- Albert Ellis, psicologo statunitense (Pittsburgh, n. 1913 - New York, † 2007)

## Pugili(1)
- Jimmy Ellis, pugile statunitense (Louisville, n. 1940 - Louisville, † 2014)

## Registi(4)
- David R. Ellis, regista, attore e stuntman statunitense (Los Angeles, n. 1952 - Johannesburg, † 2013)
- Peter Ellis, regista e sceneggiatore britannico (Londra, n. 1948 - Los Angeles, † 2006)
- Scott Ellis, regista statunitense (Washington, n. 1957)
- Sean Ellis, regista e sceneggiatore inglese (Brighton, n. 1970)

## Rugbisti a 13(1)
- Marc Ellis, rugbista a 13, rugbista a 15 e imprenditore neozelandese (Wellington, n. 1971)

## Rugbisti a 15(2)
- Andrew Ellis, ex rugbista a 15 neozelandese (Christchurch, n. 1984)
- Harry Ellis, ex rugbista a 15 britannico (Leicester, n. 1982)

## Sassofonisti(1)
- Pee Wee Ellis, sassofonista, compositore e arrangiatore statunitense (Bradenton, n. 1941 - † 2021)

## Scenografi(1)
- Robert Ellis, scenografo statunitense (Pasadena, n. 1888 - Hollywood, † 1935)

## Scrittori(2)
- Bret Easton Ellis, scrittore e sceneggiatore statunitense (Los Angeles, n. 1964)
- David Ellis, scrittore e avvocato statunitense

## Scrittrici(2)
- Deborah Ellis, scrittrice canadese (Paris, n. 1960)
- Joy Ellis, scrittrice britannica (Kent, n. 1947)

## Stilisti(1)
- Perry Ellis, stilista statunitense (Portsmouth, n. 1940 - New York, † 1986)

## Trombettisti(1)
- Don Ellis, trombettista e compositore statunitense (Los Angeles, n. 1934 - Hollywood, † 1978)

## Velociste(1)
- Kendall Ellis, velocista statunitense (Pembroke Pines, n. 1996)

## Vescovi cattolici(2)
- Philip Michael Ellis, vescovo cattolico inglese (Waddesdon, n. 1652 - Segni, † 1726)
- Wilhelm Michel Ellis, vescovo cattolico olandese (Willemstad, n. 1926 - Willemstad, † 2003)

## Senza attività specificata(1)
- Albert Fuller Ellis, neozelandese (Roma, n. 1869 - Auckland, † 1951)